# York
 For alternative betydninger, se York (flertydig). (Se også artikler, som begynder med York)
York (latin: Eboracum; oldnordisk: Jorvík) eller City of York er en nordengelsk by med jern-, tekstil- og læderindustri. York har 208.400(2016) indbyggere.
Byen har et ærkebispesæde og en domkirke. York har delvis et middelalderligt præg med byens ringmur. Den gotiske York Minster er Englands største kirke fra Middelalderen.

## Historie
York, der af vikingerne blev kaldt Jorvik, var det tidligere hovedsæde for Danelagen, som var en selvstændig del af vikingesamfundet, men efter en årrække blev Danelagen erobret tilbage af englænderne. I perioden 875 til 954 var vikingerne dominerende i byen. Selv efter Englands løsrivelse fra Danmark, fortsatte danskernes indflydelse her. Jorvik var Danelagens 'hovedstad' og havde 10.000 indbyggere omkring år 1000. Den var da også et af vikingetidens største handelsbyer. York Castle blev grundlagt i 1068.
I dag kan man stadigvæk se beviser på Yorks rolle og historie i gadenavne som ender på "gate" (gade). I det hele taget lånte det engelske sprog mange ord fra nordiske sprog i denne periode, blandt andet they, their, them.
The Shambles er en middelalderlig gade, hvor en lang række bindingsværksbygninger er bevaret, hvoraf flere er fra 1300-tallet.

## Museer
York rummer adskillige museer heriblandt York Castle Museum, Yorkshire Museum, National Railway Museum, York Art Gallery og den botaniske have York Museum Gardens. Byen er også berømt for vikingemuseet Jorvik Viking Centre, der udstiller genstande fra en stor udgravning i Coppergate.

## Galleri
- Micklegate Bar, en af Yorks byporte i den velbaverede bymur.
- York Minster.
- Gaden The Shambles.
- Byen har også et nyere forretningsstrøg.